# Marian Winiarski
Marian Jan Winiarski (ur. 27 czerwca 1939 w Hucie Gogołowskiej, zm. 9 kwietnia 2018 w Kielcach) – polski nauczyciel, działacz oświatowy i samorządowiec związany z Kielcami.

## Życiorys
Syn Stanisława i Marii. Po ukończeniu Liceum Ogólnokształcącego w Strzyżowie nad Wisłą kształcił się na Wydziale Filozoficzno-Historycznym Uniwersytetu Jagiellońskiego. W latach 1983–1984 odbył podyplomowe studium z dziedziny historii w Wyższej Szkole Pedagogicznej w Kielcach. W 1984 zdobył specjalizację w obszarze historii w Instytucie Kształcenia Nauczycieli i Badań Oświatowych w Kielcach.
Od 1963 zatrudniony jako nauczyciel, początkowo w Liceum Ogólnokształcącym im. Hanki Sawickiej w Kielcach (do 1965), następnie w Studium Nauczycielskim im. Władysława Spassowskiego (1965–1970). W latach 1970–1973 był kierownikiem sekcji historycznej w Wojewódzkim Ośrodku Metodycznym w Kielcach, pracował także w Liceum Ogólnokształcącym im. Stefana Żeromskiego. Od 1970 zatrudniony jako starszy wykładowca w Instytucie Historii oraz Instytucie Nauk Politycznych WSP, następnie w Instytucie Kształcenia Nauczycieli i Badań Oświatowych w Kielcach (1973–1980) oraz starszy wizytator w Kuratorium Oświaty i Wychowania (1980–1982). Od 1982 do 1992 był dyrektorem Liceum Ogólnokształcącego im. Jana Śniadeckiego w Kielcach, po odejściu z tej funkcji pracował jako nauczyciel.
Od 1965 pozostawał członkiem Polskiej Zjednoczonej Partii Robotniczej. Przez dwie kadencje (1982–1986) sprawował mandat radnego Wojewódzkiej Rady Narodowej w Kielcach. W 1996 przystąpił do Polskiej Partii Socjalistycznej. Zasiadał w jej Radzie Naczelnej, był także wiceprzewodniczącym Rady Wojewódzkiej. W latach 1998–2002 zasiadał w Radzie Miejskiej Kielc, sprawując funkcję wiceprzewodniczącego. W 2001 bez powodzenia ubiegał się o mandat senatorski w okręgu Kielce z ramienia PPS. Był członkiem Związku Nauczycielstwa Polskiego.
Odznaczony Srebrnym i Złotym Krzyżem Zasługi oraz Medalem im. Komisji Edukacji Narodowej.